# Духовна музика
Духовна музика або літургійна музика — вокальні або вокально-інструментальні (інколи інструментальні) твори на канонічні, релігійні за змістом тексти або сюжети. Насамперед до духовної музики відносять твори, призначені до виконання під час богослужінь, проте з поглибленням секуляризації мистецтва, чимало жанрів духовної музики трансформувалися у світські, зберігши однак релігійне спрямування.
Серед найбільш відомих авторів духовної музики — Йоганн Себастьян Бах («Страсті за Матвієм», «Висока меса»), В. А. Моцарт (Реквієм, меса до-мінор), Дж. Верді (Реквієм, «Чотири духовні п'єси»), С. Рахманінов («Всенощна», «Літургія Івана Златоуста») та інші.
Класичні зразки української духовної музики створили М. Березовський, Д. Бортнянський, А. Ведель (духовні концерти), С. Воробкевич, М. Леонтович (Літургія св. Івана Златоустого, частини Всенощної), К. Стеценко та інші. Твір М. Лисенка «Боже великий, єдиний» став духовним гімном українців всього світу. Піонером у дослідженні музичного матеріалу українських духовних музично-поетичних текстів був духовний композитор і етнограф О. Вітошинський.
Значний сплеск інтересу до духовної музики в Україні спостерігається з 1990-х років після здобуття Україною незалежності і зняття обмежень на пропаганду релігійних творів. Першою після великої перерви значною роботою в цьому жанрі стали «Літургії» Л. Дичко (1989, 1990). Надалі до духовної музики звертались такі композитори, як Є. Станкович, М. Скорик, В. Степурко, Г. Гаврилець, пізніше — В. Сильвестров. Значний внесок у відродження та популяризацію української духовної музики зробив Микола Гобдич, засновник фестивалю «Золотоверхий Київ» та хорового колективу «Київ», у виконанні якого багато творів української духовної музики прозвучали вперше.